# Cheilolejeunea ventricosa
Cheilolejeunea ventricosa là một loài Rêu trong họ Lejeuneaceae. Loài này được (Schiffner) X.-L. He mô tả khoa học đầu tiên năm 1999.